# Māris Kučinskis
Māris Kučinskis, né le 28 novembre 1961 à Limbaži, est un entrepreneur et homme d'État letton, membre du Parti de Liepāja (LP).
Économiste formé à l'université de Lettonie, il travaille dans les services publics puis rejoint le secteur privé au début des années 1990. Il remporte son premier mandat local en 1994. Il préside par deux fois le conseil municipal de Valmiera, et occupe également la présidence du conseil du district durant deux ans.
Il adhère au Parti populaire (TP) en 1998, devient député à la Diète en 2003 puis ministre du Développement régional en 2004. Il quitte le gouvernement en 2006 et occupe la présidence du groupe parlementaire TP entre 2009 et 2010. En 2011, il échoue à se faire réélire sur une liste de l'Union des verts et des paysans (ZZS), ce qui l'amène à se retirer de la vie politique jusqu'en 2014.
En 2016, à la suite de la démission de Laimdota Straujuma, il est choisi pour diriger le gouvernement letton. Il cède le pouvoir près de trois ans plus tard à Arturs Krišjānis Kariņš.
En décembre 2022, il est nommé ministre de l'intérieur au sein du second gouvernement d'Arturs Krišjānis Kariņš, une fonction qu'il quitte au bout de neuf mois, à l'occasion d'un changement de majorité parlementaire.

## Biographie

### Formation et débuts professionnels
En 1980, alors qu'il vient d'achever ses études secondaires, il devient pour un an économiste à la direction des Finances du conseil municipal de Valmiera. Il s'inscrit en 1983 à l'université de Lettonie pour y étudier l'économie.
Comptable principal d'une usine d'équipements des sapeurs-pompiers entre 1984 et 1987, il est recruté cette année-là comme économiste dans les services administratifs du district de Valmiera. Il termine son cursus universitaire un an plus tard, en 1988.

### Passage dans le privé et débuts en politique
Après la chute du communisme, il quitte le service public. Il est ainsi recruté en 1991 par l'entreprise Apgāds, où il occupe le poste de directeur adjoint. Il abandonne cette fonction en 1994, à la suite de son élection au conseil municipal de Valmiera. Il en prend la présidence en 1996, mais démissionne en 1997 pour devenir directeur d'Apgāds.
Il intègre le Parti populaire (TP) en 1998 et se fait réélire au conseil municipal de Valmiera, ainsi qu'au conseil du district. Il échoue en revanche à obtenir un mandat à la Diète. Il exerce alors la présidence du conseil de district jusqu'en 2000 et celle du conseil municipal jusqu'en 2003.

### Mandats de parlementaire
Il fait finalement son entrée à la Diète le 16 janvier 2003, à la suite de la démission d'Andris Šķēle. Il renonce en conséquence à tous ses mandats locaux. Le 2 décembre 2004, Māris Kučinskis est nommé à 43 ans ministre du Développement régional et des Affaires locales dans le premier gouvernement de coalition du conservateur Aigars Kalvītis.
Bien qu'il ait été réélu député aux élections législatives du 7 octobre 2006, il n'est pas maintenu dans le second cabinet Kalvītis. Il prend le 10 août 2009 la présidence du groupe du TP, à la suite de la démission de Vents Armands Krauklis. À l'occasion des élections législatives du 2 octobre 2010, il postule sous les couleurs de la coalition Pour une bonne Lettonie (PLL). Pour ce nouveau mandat, il est vice-président du groupe parlementaire.

### Mise en retrait
Pour les élections législatives anticipées du 17 septembre 2011, il rejoint les listes de l'Union des verts et des paysans (ZZS) mais échoue à se faire réélire à la Diète. Il se met alors en retrait de la vie politique. Il est alors recruté comme conseiller par l'Association des grandes villes lettonnes (LLPA). Il en est promu directeur exécutif adjoint en février 2012 puis directeur exécutif en septembre 2013.
Finalement, du fait de l'élection d'Iveta Grigule au Parlement européen, il fait son retour à la Diète en juin 2014. Il adhère à un petit parti municipal, le Parti de Liepāja (LP), qui participe de la ZZS. Candidat aux élections législatives du 4 octobre 2014, il est réélu député et prend la présidence de la commission du Développement durable.

### Premier ministre

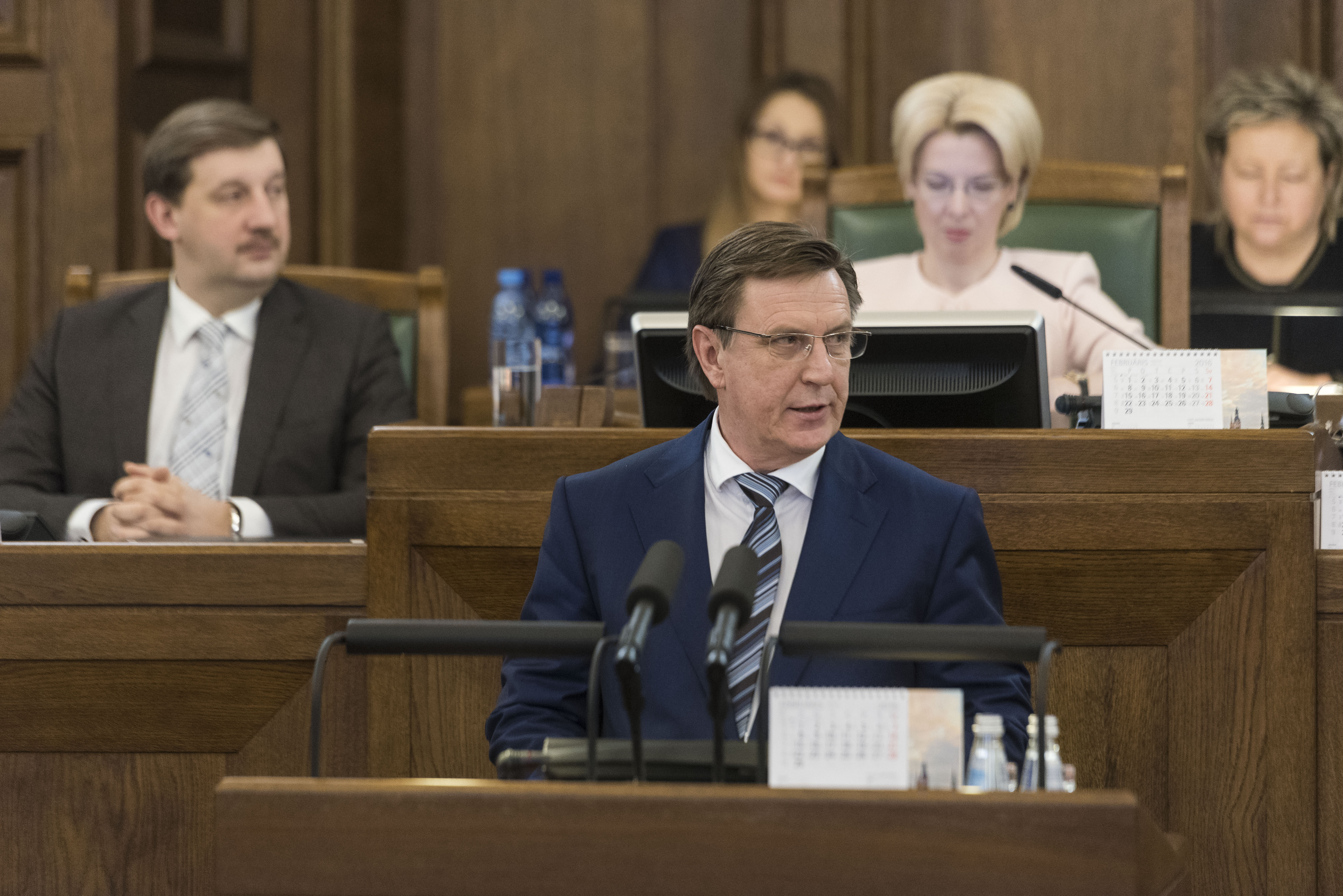
Māris Kučinskis présente son gouvernement et son programme à la Diète le 11 février 2016.

Il est choisi le 13 janvier 2016 comme formateur par le président de la République Raimonds Vējonis, cinq semaines après l'annonce de la démission de Laimdota Straujuma.
Il conclut quinze jours plus tard la reconduction de la coalition au pouvoir depuis 2014, qui réunit Unité, la ZZS et l'Alliance nationale (NA). Le 11 février, Māris Kučinskis obtient la confiance de la Diète par 60 voix pour et 32 contre, devenant ainsi Premier ministre de Lettonie. Il dirige donc un gouvernement de treize ministres, dont deux femmes.
La formation de cette nouvelle équipe est toutefois perçue comme un « jeu de chaises musicales » dans la mesure où huit ministres conservent leurs portefeuilles et seulement deux nouveaux intègrent le cabinet. Le nouveau chef du gouvernement met l'accent sur l'économie, notamment le développement de l'emploi, sur la création d'aides en vue de soutenir le taux de natalité du pays, et sur le renforcement du budget de la Défense, qui devrait atteindre 2 % du PIB en 2020.